# Le Ranch des McLeod
Le Ranch des McLeod ou Les Sœurs McLeod au Québec (McLeod's Daughters) est une série télévisée australienne en 224 épisodes de 45 minutes créée par Posie Graeme-Evans et Caroline Stanton, produite par Millennium Television, puis par Southern Star (future Endemol Shine Australie), et diffusée entre le 8 août 2001 et le 31 janvier 2009 sur Nine Network. C'est devenue l'une des séries les plus populaires de la télévision australienne.
En France, elle a été diffusée à partir du 3 septembre 2003, au Québec à partir du 28 août 2004 à Séries+, et en Belgique sur AB3.

## Synopsis
Jack McLeod, qui a une fille, Claire, épouse Ruth Silverman. Tess est le fruit de cette union éphémère.Des années plus tard, Claire et Tess, des demi-soeurs qui ne se sont pas revues depuis près de vingt ans, héritent de Drover's Run, un ranch criblé de dettes. Malgré leurs différences, elles vont faire bloc et se battre pour sauver le ranch...

## Distribution

### Acteurs principaux
- Rachael Carpani (VQ : Aline Pinsonneault) : Jodi Fountain (saisons 1 à 7, puis invitée)
- Aaron Jeffery (en) (VQ : Frédéric Paquet) : Alex Ryan (saisons 1 à 7, puis invité)
- Bridie Carter (VQ : Catherine Proulx-Lemay), (VF : Carole Baillien) : Tess Silverman McLeod (saisons 1 à 6)
- Myles Pollard (en) (VQ : Renaud Paradis) : Nick Ryan (saisons 1 à 5, récurrent saison 6)
- Sonia Todd (en) (VQ : Élise Bertrand) : Meg Fountain (saisons 1 à 5, récurrente saison 5 et 6, puis invitée)
- Lisa Chappell (en) (VQ : Camille Cyr-Desmarais) : Claire McLeod (saisons 1 à 3)
- Jessica Napier (en) (VQ : Stéfanie Dolan) : Becky Howard (saisons 1 à 3)
- Simmone Mackinnon (VQ : Pascale Montreuil) : Stevie Hall (saisons 3 à 8)
- Michala Banas : Kate Manfredi (saisons 4 à 8)
- Brett Tucker : Dave Brewer (saisons 4 à 6, récurrent saison 3)
- Jonny Pasvolsky (en) : Matt Bosnich (saisons 5 et 6, récurrent saison 7)
- Doris Younane (en) (VQ : Manon Arsenault) : Moira Doyle (saisons 6 à 8, récurrente 4 et 5, invitée 2 et 3)
- Luke Jacobz (en) : Patrick Brewer (saisons 6 à 8, invité 5)
- Zoe Naylor : Regan McLeod (saisons 6 et 7, récurrente 5 et 8)
- Dustin Clare : Riley Ward (saisons 6 et 7)
- Gillian Alexy (en) : Tayler Geddes (saisons 7 et 8, invitée 6)
- Matt Passmore : Marcus Turner (saisons 7 et 8)
- Abi Tucker : Grace Kingston (saisons 7 et 8)
- Edwina Ritchard (es) : Jaz McLeod (saison 8, invitée 4)
- John Schwarz (es) : Ben Hall (saison 8)

### Acteurs récurrents et invités
- Charlie Clausen (en) (VQ : Daniel Roy) : Jake Harrison
- Luke Ford (VQ : Nicholas Savard L'Herbier) : Craig Woodland
- Patrick Frost (VQ : Daniel Lesourd) : Neil Thompson
- Kathryn Hartman (es) (VQ : Julie Burroughs) : Sally Clements
- Reece Horner (es) : Nat
- John Jarratt (VQ : Pierre Auger) : Terry Dodge
- Carmel Johnson (VQ : Madeleine Arsenault) : Beth Martin
- Ben Mortley (es) (VQ : Martin Watier) : Alberto Borelli
- Marshall Napier (en) (VQ : Manuel Tadros) : Harry Ryan
- Catherine Wilkin (VQ : Claudine Chatel) : Liz Ryan

 Source et légende : version québécoise (VQ) sur Doublage.qc.ca